# Canoa slalom

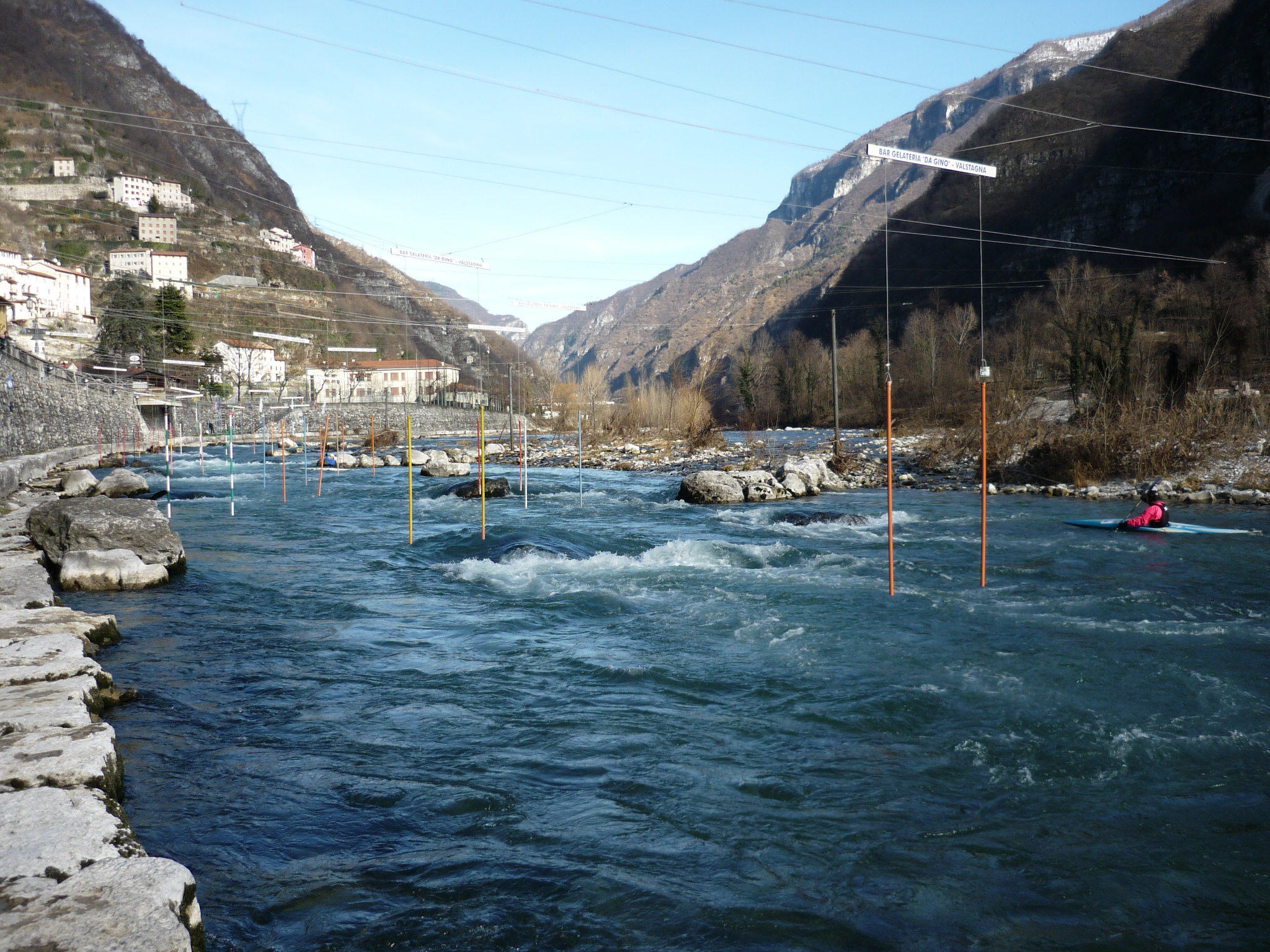
Percorso di canoa slalom sul Brenta a Valstagna.

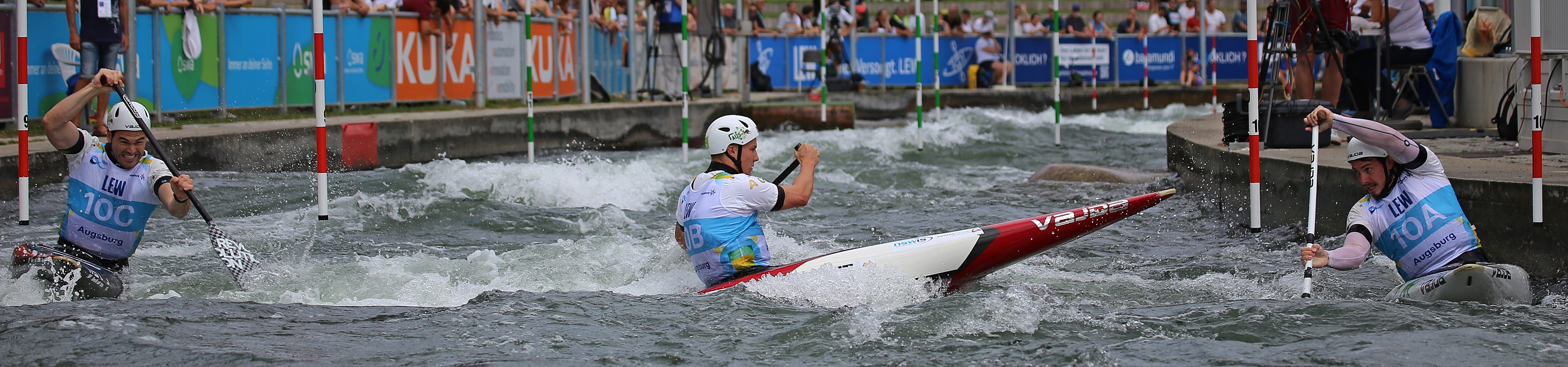
Gara a squadre C1 men, gli australiani, Carter Tristan, Bassett Kaylen e Crawford Brodie - Augusta 2022

La canoa slalom è una disciplina sportiva olimpica, all'interno dello sport della canoa/kayak, in cui l'obiettivo è completare, senza errori e nel più breve tempo possibile, un percorso 
tracciato su acque vive con passaggi obbligati e contrassegnati da porte.

## Imbarcazioni
Sono ammessi tre tipi di imbarcazione:
- il K1, abbreviazione di kayak monoposto, prevede la posizione seduta e l'utilizzo di una pagaia a due pale, con i minimi di una lunghezza e larghezza fissati rispettivamente a 350 e 60 cm e 8 kg di peso;
- il C1, abbreviazione di canoa monoposto, prevede la posizione inginocchiata e l'utilizzo di una pagaia con una sola pala, con i minimi di una lunghezza e larghezza fissati rispettivamente a 350 e 65 cm e 8 kg di peso;
- il C2, abbreviazione di canoa biposto, prevede la stessa posizione e pagaia del C1 ma con la presenza di due persone nell'equipaggio, con i minimi di una lunghezza e larghezza fissati rispettivamente a 410 e 75 cm ed un peso minimo di 13 kg.

## Le regole
K1, C1 e C2 gareggiano in categorie distinte, divise a loro volta per sesso ed età.
Vince l'equipaggio che, a fine gara, ha il punteggio più basso.
Il punteggio viene assegnato sommando il tempo di manche (ogni secondo vale 1 punto) alle eventuali penalità assegnate (2 punti per il tocco di porta e 50 punti per il salto di porta).
Il percorso è composto da 18-22 porte, di colore verde-bianco e rosso-bianco, distribuite su un tratto di corso d'acqua di lunghezza compresa fra i 200 e 450 metri. Le porte verdi sono da effettuare nel senso della corrente mentre le porte rosse (di solito 6) sono da effettuare in senso opposto, controcorrente. Le porte sono sospese sull'acqua ad una distanza minima da essa di 20 cm e sorrette da dei cavi che attraversano il fiume per il largo.

## I corsi d'acqua

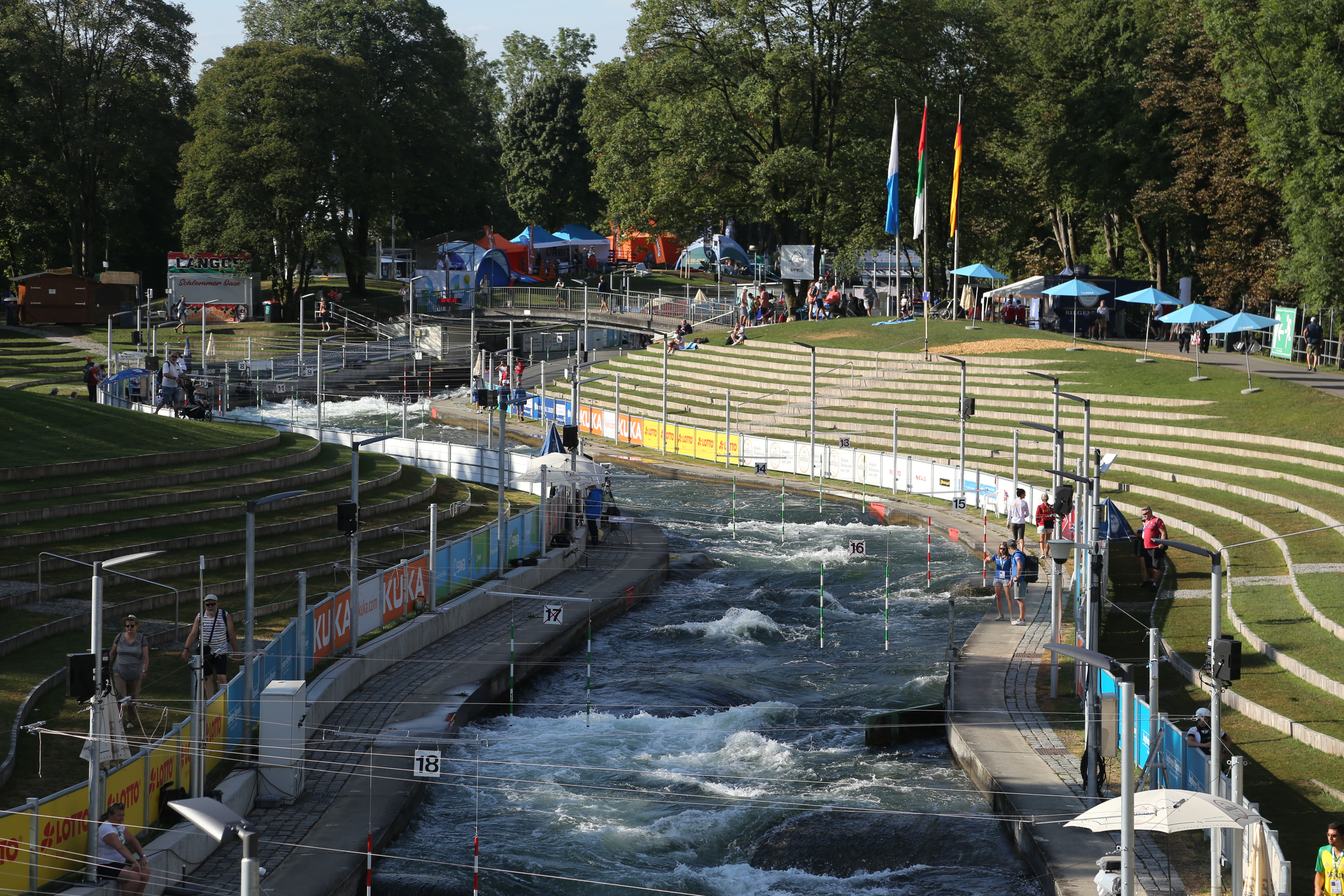
Primo canale artificiale ad Augusta Germania, 1972

Le gare si possono svolgere sia su corsi d'acqua naturali sia su corsi d'acqua artificiali.
Il primo canale artificiale fu costruito nel 1972 ad Augusta, nord ovest di Monaco di Baviera in Germania, in occasione dei Giochi della XX Olimpiade.
I campi slalom artificiali costruiti per le olimpiadi sono:
- 1972: Augusta, Germania Ovest
- 1992: La Seu d'Urgell, Spagna
- 1996: Ocoee River, U.S.A.
- 2000: Penrith, Australia
- 2004: Atene, Grecia
- 2008: Shunyi, Cina
- 2012: Lee Valley, Inghilterra
- 2016: Rio de Janeiro, Brasile
- 2020: Tokyo, Giappone[1]
- 2024: Vaires-sur-Marne, Francia